# Tom Wörden (Werft)
Klaus Wilhelm tom Wörden übernahm 1903 eine bestehende Werft, begann als Kapitänsreeder 1911 mit dem letzten Neubau einen neuen Lebensabschnitt und legte damit den Grundstein für eine Reederei, die 2011 als Firmengruppe ihr hundertjähriges Jubiläum feiern konnte.

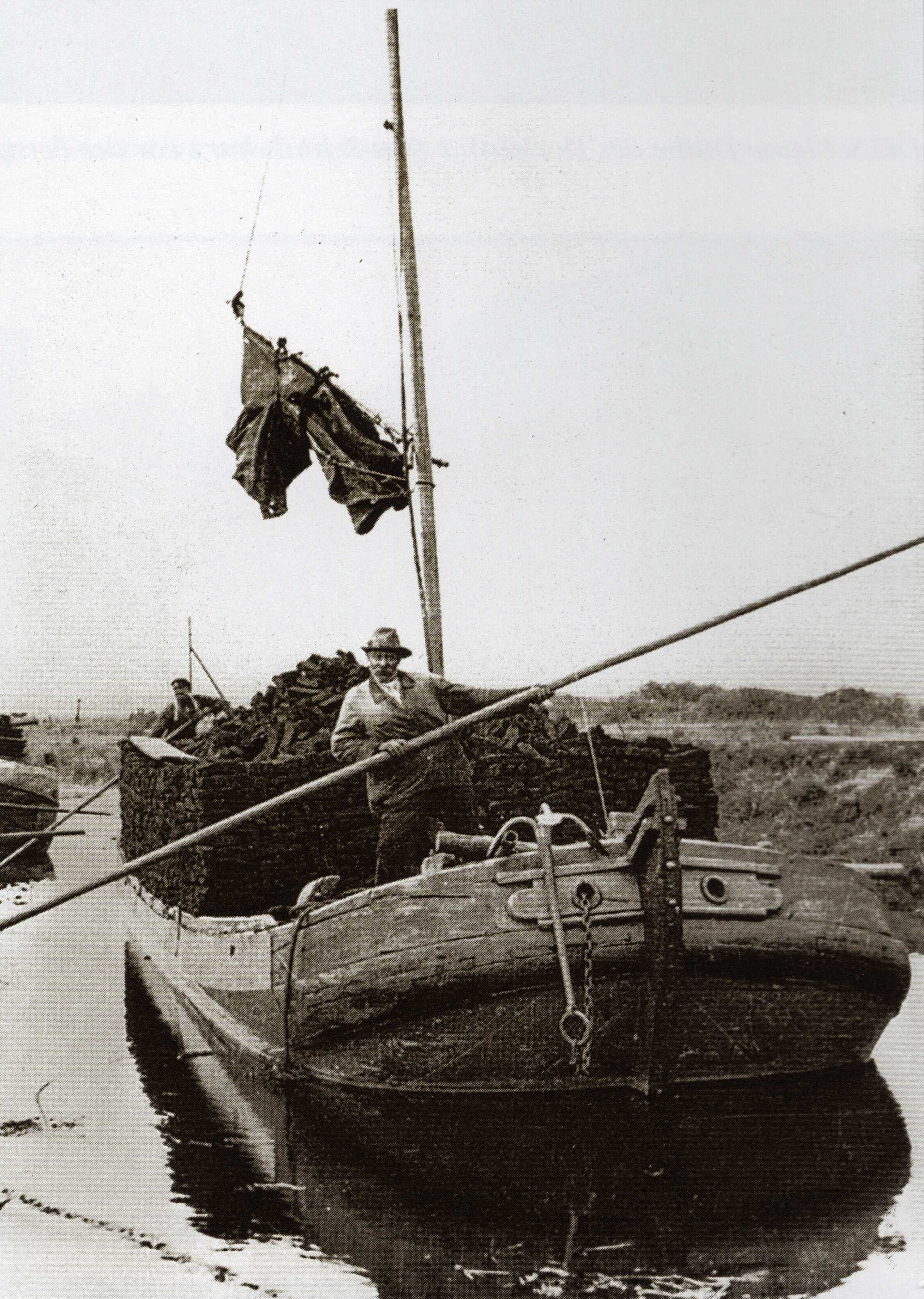
Typischer Torfkahn mit Segel um 1900, die zu dieser Zeit die Oste und Elbe befuhren, um Torf von Bremervörde für Hamburgs Bäckereien zu liefern

## Entwicklung der Werft
Klaus Wilhelm tom Wörden hatte in Bremervörde eine Lehre zum Schiffzimmermann absolviert und hier einige Jahre als Geselle gearbeitet. Nach seiner Marinezeit in Wilhelmshaven arbeitete er in Otterndorf als Meister und pachtete in Niederstricherdeich eine kleine Werft. Danach übernahm er 1903 die von Johann Steffens 1875 gegründete Werft in Gräpel ebenfalls an der Oste. Je nach Quelle findet man die Schreibweise W. tom Wörden, tom Woerden oder auch thom Worden.
Auf dieser Schiffswerft entstanden von 1875 bis 1911 insgesamt etwa 25 kleine Schiffe, Ewer, Galeassen und Dreimastgaffelschoner. Die meisten Schiffe dieser Werft hatten Vermessungen unter 50 BT, die größten Schiffe waren bis 120 BT vermessen. An J. Jungclaus (Hechthausen) wurde mit der Hans einer der größeren Dreimastgaffelschoner mit 80 BT abgeliefert. Den größten Dreimastgaffelschoner mit 116 BT, getauft auf den Namen "Wilhelm", baute Klaus Wilhelm tom Wörden für sich selbst. Das war das letzte Schiff der Werft, es wurde am 20. Mai 1911 in Dienst gestellt und kennzeichnet damit den Wandel von der Werft zur Reederei.

## Vom Werftbesitzer zum Reeder
Die Werft wurde 1911 geschlossen und der Werftbesitzer Wilhelm tom Wörden (1875–1944) begann mit dem letzten auf der Werft entstandenen Schiff einen neuen Lebensabschnitt als Reeder. Das Fahrtgebiet war die Küstenfahrt im Bereich der Nord- und Ostsee, anfangs wurde vorwiegend Holz und Stückgut transportiert. Anfangs stand die Wilhelm unter dem Kommando eines angestellten Kapitän (Setzschiffer), nach dem Erwerb des Kapitänspatentes 1918 übernahm der Kapitänsreeder Wilhelm tom Wörden selbst das Kommando auf der Wilhelm. Der Kapitänsreeder war erfolgreich und heute steht Klaus tom Wörden in vierter Generation einem Familienunternehmen (Reederei tom Wörden) vor, das sich inzwischen zu einer Firmengruppe mit 350 Mitarbeitern entwickelt hat, 35 Schiffe betreibt, die für die Oste viel zu groß geworden sind.

## Fluss- und Küstenfahrt
Gräpel liegt direkt an der Oste, es spielte über rund 200 Jahre neben Bremervörde in dieser Region als Hafen und besonders als Werftstandort eine wichtige Rolle. Gräpel hatte neben zwei kleinen Neubau-Werften (Barthold Siems und Johann Steffens) zwei kleine Reparaturwerften und um 1900 waren hier 18 Reeder beheimatet. Die von Gräpeler Werften gebauten Schiffe wurden vorwiegend an die Schiffer der näheren Umgebung bis Hamburg und Cuxhaven geliefert, die vorwiegend als Eigner fuhren. Die kleineren Schiffe wurden hauptsächlich in der Flussschifffahrt bis Hamburg, Bremen oder Bremervörde genutzt. Zu dieser Zeit spielte für die kleinen Segler besonders im Sommer die Torfschifffahrt eine große Rolle. Die größeren Schiffe dieser Werften wie auch die von tom Wörden wurden auch im Küstenverkehr bis England eingesetzt.
Die Oste, ein Nebenfluss der Elbe, war zu der Zeit bis Bremervörde schiffbar und ein Großteil des Warenverkehrs, begonnen bei den täglichen Gebrauchsgütern bis zum Baumaterial, wurde mit Schiffen transportiert. Als Rückfracht gab es besonders Torf, aber auch Holz, Glas, Wolle und Wachs sowie landwirtschaftliche Produkte. Um 1850 befuhren jährlich um 700 Schiffe die Oste von Bremervörde bis zur Elbemündung, daher spielten die Häfen und besonders die Ostewerften zu dieser Zeit eine wichtige Rolle. Mit dem Bau von Straßen und Schienen nahm die Bedeutung ab, und nach dem Bau der Ostebrücke in Hechthausen konnten Segelschiffe Bremervörde nicht mehr erreichen. Heute verfügt Gräpel über einen sehr kleinen Hafen und eine Fähre über den Fluss.